# Tatort: Freunde
Freunde (Arbeitstitel: Die Bazooka-Bande) ist ein Fernsehfilm aus der Fernseh-Kriminalreihe Tatort der ARD und des ORF. Der Film wurde vom WDR produziert und am 28. Dezember 1986 erstmals gesendet. Es ist die 188. Folge der Tatort-Reihe und der 14. Fall für die Kriminalhauptkommissare Horst Schimanski (Götz George) und Christian Thanner (Eberhard Feik). Anlässlich des 40. Sendejubiläums des Duisburger Tatorts strahlte der WDR am 21. Dezember 2021 eine in HD abgetastete und digital restaurierte Folge aus.

## Handlung
Mit einem Polizeihelikopter umkreist Kriminalhauptkommissar Schimanski ein altes Fabrikgebäude auf der Suche nach einem überfallenen Geldtransporter. Als er ihn entdeckt, wird er von den Räubern angegriffen. Bis Schimanski das Fahrzeug erreicht hat, sind die Täter längst geflüchtet. Der Kommissar und sein Kollege Thanner vermuten, dass sie sich über den Rhein abgesetzt haben. Das einzige Boot, das sie sichten, steuert Schimanskis Freund Frieder Schoen. Thanner fühlt ihm auf dem Revier sofort auf den Zahn und Kriminalrat Königsberg verdächtigt ihn, da eine ähnliche Tat nach demselben Muster in Schoens Wohnort Düsseldorf durchgeführt wurde. Doch Frieder Schoen hat ein Alibi. In der fraglichen Zeit war er mit Schimanski zusammen in einem niederländischen Bordell.
Um mehr herauszufinden, bemüht Schimanski seinen Kollegen Hänschen, der gerade verdeckt in einem Fall von Glücksspiel ermittelt. Von ihm bekommt er den Tipp, sich einmal bei dem Hobbybastler Albino, der als Taxifahrer arbeitet, umzutun. Er soll einen Störsender für den Überfall gebaut haben, doch Albino versucht zu fliehen und wird in U-Haft genommen. Schimanski sucht Frieder an seinem Landeplatz auf und versucht bei einem Bier, dessen wahre Absichten zu ergründen. Plötzlich erscheint Thanner mit Albino, und Frieder ist sichtlich überrascht, was er gekonnt überspielt. Bei der Vernehmung von Albino bekommen sie heraus, dass er von zwei Männern gebeten worden ist, den Störsender zu bauen. Über eine Computerabfrage wird herausgefunden, dass Frieder mit diesen Herren im Marktsegment mit gefälschten Möbeln tätig ist. Frieder betreibt ein Antiquitätengeschäft. Frieder Schoen wird beschattet, was aber nur ergibt, dass er sich in einem Etablissement für gewisse Stunden aufgehalten hat. Am nächsten Morgen wird Albino erhängt in seiner Zelle aufgefunden. Schimanski ist ziemlich aufgebracht und besucht Frieder in seinem Antiquitätengeschäft, wobei er versucht ihn weichzukochen. Doch Frieder bleibt hart und gibt sich weiter unschuldig.
Thanner und Schimanski verfolgen Frieders Freund, den Professor, in einen Baumarkt und entdecken eine in einem Vogelhaus installierte Kamera. Sie vermuten, dass Frieder den Geldtransporter, der zum Baumarkt unterwegs ist, überfallen will. Schimanski warnt Frieder, doch bei der Überwachung des Geldtransporters tut sich nichts. Stattdessen werden sie zu einem Juwelier gerufen, der überfallen worden ist. Thanner ist nun verärgert, da Schimanski die Beschattung von Frieder kurzfristig eingestellt hatte und ihn außerdem durch sein Vorgehen gewarnt habe. Schimanski versucht daraufhin durch Hänschens Kartenspielkunst an einen Teil der Beute zu kommen. Doch Hänschen verliert alles an einen Kumpel Frieders, sogar sein Sportwagen sowie Schimanskis Erspartes gehen drauf. Schimanski ersucht Frieder in seiner Not, ihm bei einem Coup zu helfen, nämlich einem Mafia-Boss die Geldkasse zu rauben. Er tut so, als wolle er sich danach mit Frieder in die Karibik absetzen. Nun spielt Schimanski ein doppeltes Spiel und weder Frieder Schoen noch Schimanski wissen, was die Gegenseite jeweils wirklich plant. Da Frieders Komplizen ihm nicht mehr trauen, ziehen sie den Coup alleine durch.
In Hamburg, wo Frieders Komplizen das Geld übernehmen, kann Königsberg Schimanski nicht entdecken und zieht den Schluss, dass er sich in Gefahr befinde. Frieders Freunde haben inzwischen bemerkt, dass sie von der Polizei überwacht werden. Dieser Umstand enttäuscht Frieder schwer, er schlägt Schimanski nieder und flieht mit seinen Mitstreitern per Helikopter zu seinem Schiff. Thanner findet seinen Kollegen und Schimanski erinnert sich an einen Anlegepunkt für Schiffe aus seiner Kindheit, von dem er annimmt, dass Frieder dort mit seinem Schiff ankert, um dann von dort aus zu fliehen. Tatsächlich wird Frieder mit seinem Schiff am vermuteten Anlegeplatz gefunden. Es kommt zu einem entscheidenden Duell zwischen Schimanski und seinem ehemaligen Freund, bei dem er Frieder mit mehreren Schüssen niederstreckt.

## Hintergrund
Der Titelsong Roll On Euphrates aus dieser Folge sowie die beiden weiteren Titel Geld & Geister und Zocker aus dem Score der Folge Freunde stammen von Irmin Schmidt. Von Milan Bor, der auch für den Ton in Filmen wie Das Boot, Stalingrad oder Pappa ante portas zuständig war, stammt die Tonmischung der Folge.
Bei der Panzerfaust, die zu Anfang von Freunde zu sehen ist, handelt es sich um eine Raketenpanzerbüchse 54, die die Wehrmacht als Gegenstück zur amerikanischen Bazooka ab Mitte des Zweiten Weltkrieges eingesetzt hatte.
Die Dreharbeiten für diese Folge fanden vom 12. November bis zum 13. Dezember 1985 in Duisburg und Umgebung sowie in den Bavaria Filmstudios Geiselgasteig in München statt.
Die kleine Gasse in Duisburg, in der Schimanski und Frieder den observierenden BMW abhängen wollen, heißt seit 2014 Horst-Schimanski-Gasse.

### Quote und DVD
15,61 Mio. Zuschauer verfolgten diesen Tatort bei der Erstausstrahlung am 28. Dezember 1986. Das entsprach einem Marktanteil von 37,00 %.
Freunde ist auf der DVD „Tatort: Schimanski Komplettbox Teil 1“ (die ersten 14 Fälle), erschienen bei Walt Disney Studios Home Entertainment, Laufzeit 1261 Minuten, enthalten. Es gibt die Folge  auch einzeln als niederländischen Import in deutscher Sprache mit niederländischen Untertiteln.

## Kritik
Die Fernsehzeitschrift prisma befand: „Ein spannender Krimi von Klaus Emmerich (‘Pizza Colonia’) nach dem Drehbuch der ‘Schimanski’-Profis Horst Vocks und Thomas Wittenburg (‘Duisburg-Ruhrort’, ‘Der unsichtbare Gegner’, ‘Miriam’), der besonders von dem Katz-und-Maus-Spiel zwischen Götz George als Ermittler und dem ‘Fahnder’ Klaus Wennemann als ehemaliger Freund und Ganove lebt.“